# Eduard Domínguez i de Gironella
Eduard Dominguez de Gironella (Barcelona, 6 de febrer de 1814- ?) fou compositor i crític musical.

## Biografia
Va néixer en el si d'una família distingida, el seu pare era diputat de les Corts Catalanes, i al llarg de la seva vida va dedicar-se a la ciència i a la música. Va estudiar solfeig, piano i contrapunt amb Vicent Martí, i harmonia moderna amb Ramon Vilanova.
L'any 1835 va rebre un premi per part de la Junta de Comerç de Barcelona, guanyat als exàmens públics de l'escola de química aplicada a les arts. Al 1840 es va representar la seva primera òpera buffa, La vedovella, al Teatre de la Santa Creu de Barcelona. Va tenir moltes dificultats per a que fos ben acceptada, i va aconseguir representarla després de 3 anys d'esforços, gràcies a la protecció i suport que va rebre per part de la reconeguda artista Giulia Micciarelli-Sbriscia.
Dos anys més tard, al 1842, va compondre l'òpera seria La Dama dell' Castello, acabada a Madrid i representada nou vegades el 1845. En ella, hi cantava el baríton Sr. Gironella, cosí d'Eduard Domínguez, qui va proposar a l'empresari Merelli que la cantés a la Scala, però aquest va posar unes condicions que ni el compositor Domínguez podia acceptar.
A Madrid va conèixer el mestre Valldemosa, i va ser aquest que li va recomanar estudiar amb el compositor Caraffa al Conservatori de París, i es va traslladar a la capital francesa l'any 1843.
Va tornar a Barcelona, i fundà la revista El Mundo Musical, que va dirigir des de gener a maig de 1845 i de la qual van aparèixer 19 números i fou la primera revista de contingut exclusivament musical. En aquesta època va traduir el tractat Cours de composition musicale d'Anton Reicha -que va ser publicat a la seva revista-, i Fisiologia del Cant de Stéphane de la Madalaine i la Enciclopedia musical de P. de Choron.
En un moment de la seva vida, descoratjat per la falta d'èxit en el món de la música, va tornar als seus treballs de química i geologia; però aquests tampoc van acabar de proporcionar-li el que buscava, i d'aquesta manera tornà a la composició. En aquesta represa va deixar escrits una sarsuela i altres obres menors, entre les quals s'hi trobaria Hymne à la pax que va compondre per l'Exposició Universal de París de 1867.
No va morir abans de la tardor de 1881. L'octubre d'aquell any apareix citat al Bolletí Oficial de la Província de Tarragona per impagament del canon de les mines "Sultana" i "Verge Maria" del terme municipal d'Alforja, tot indicant que aleshores el compositor era veí de Sarrià.

## Obra
Una de les seves obres la simfonia per a piano en Do M., es conserva en el Fons TerC de la Catedral-Basílica del Sant Esperit de Terrassa.
Tractats
- Manual de música vocal e instrumental, Barcelona, 1867

Obres escèniques
- La vedovella (òpera buffa)
- La Dama dell' Castello (òpera amb 3 actes)

Altres obres
- A María (per a soprano i piano)
- Hymne à la pax
- La cruz (per a 3 veus i harmonium)
- Solfeo coral (3 veus)
- Vals español (2 veus i piano)
- Simfonia per a piano Do M